# جيري ريد (سياسي)
جيري ريد هو سياسي كندي، ولد في 18 يونيو 1954 في كندا. حزبياً، نشط في الحزب الليبرالي في نيوفندلاند ولابرادور ‏.